# Парк Дружбы в Новом Белграде
Парк дружбы — один из самых больших парков Белграда. Признан памятным местом.

## Местоположение
Находится в Новом Белграде на территории микрорайона Устье и простирается на большой озелененной территории, от гостиницы «Югославия» вдоль рек Дунай и Савa до Бранков-моста. Ограничен улицами Бульвар Михаила Пупина и Бульвар Николы Теслы. Граничит с островами Велико-Ратно и Мало-Ратно, а также центр города Белграда. Парк дружбы занимает территорию площадью 14 га.

## Строительство и история
Идею сформировать Парк дружбы мемориального характера инициировали Юные натуралисты, которые по поводу проведения Первой конференции неприсоединившихся стран в Белграде 1961 году, приняли решение создать мемориальный парк в качестве символа мира и равенства всех народов мира. Их инициативу 29 августа 1961 года поддержали Совет по культуре и Совет по градостроительству Народного комитета города Белграда. Торжественным открытием Парка считается посадка платанa президентом Тито 7 сентября 1961 года. Первое эскизное решение подготовил инженер Владета Джорджевич, но окончательное решение внешнего вида и планировки территории парка было представлено в проекте под названием «Потез», получившем первую премию на югославском конкурсе, объявленном в 1965 году. Мэрия Белграда и комитет по строительству и благоустройству Парка объявил всеюгославский конкурс. Специфика тематике представляла собой вызов для авторов, поскольку рассматривала область ландшафтной архитектуры, которая не так часто являлась предметом конкурсов, а также расположение парка среди самых важных государственных учреждениях, Зданием Союзного исполнительного веча и Бывшего здания ЦК КПЮ (сегодня Деловой центр «Устье»), Музея современного искусства и Гостиницы Югославия. На конкурс поступили девятнадцать проектов, три из которых получили премии и одиннадцать выкуплены. Первую премию получил проект под кодовым названием «Потез» архитектора Милана Палишашки. Вторую премию разделили архитекторы Ранко Радович и Лиляна Пекич, третью получила архитектор Мира Холамбек-Бенцлер из Загреба. Строительство парка символически отметило создание движения неприсоединившихся стран, одним из основателей которого являлась Югославия. Рад архитектора Палишашки, по оценке комиссии представляет собой строгое решение с геометрическим разделением и подчеркнутой монументальностью, торжественное и представительное.

## Аллея мира
В центральной части парка располагается Аллея мира с мемориальным обелиском «Вечный огонь». В парке находится скульптура, изображающая цветок, скульптора Лидии Мишич. Протяженность Аллеи мира с 26 платанами, посаженных лидерами стран во время конференции неприсоединившихся в Белграде до 1989 года, составляет 180 м, что в то же время представляет собой число стран, признавшие своим политическим приоритетом борьбу за мир путем ведения политики так называемого мирного сосуществования. Все участники Первой конференции посадили одно и то же дерево — платан.
Выбор платана основан на его долговечности, что подчеркивает идею об установлении постоянного мира на земле. Рядом с каждым посаженным деревом установлена плитка с имением лидера и его страны, годом посадки и научным названием дерева Plаtаnus аcerofiliа. Саженцы платана расположены на расстоянии восемь метров друг от друга, чтобы на какой-то высоте своего роста их ветки переплелись, формируя таким образом единый зеленый ряд, который также содержал символику о взаимосвязанности всех народов общей идеей. Из конкурсного решения до сих пор реализовано всего лишь 9,5 гектаров парковой площади. Несмотря на то, что из оригинального замысла архитектора Палишашки было выполнено немного, на самом деле и сегодня замечается специфика в оформлении современного парка.

### Памятник «Вечный огонь»
Памятник «Вечный огонь», находящийся в парке, был воздвигнут в память жертв Бомбардировки силами НАТО Союзной Республики Югославии. Воздвигнут по идее скульпторов братьев Светозара и Светомира Радовича и архитекторов Марка Стевановича и Миодрага Цвийича. Памятник был торжественно открыт 12 июня 2000 г. по случаю годовщины окончания бомбардировок НАТО альянса в присутствии высших политических деятелей. Высота памятника Вечный огонь составляет 28 метров. Планировалось построить его высотой 78 м, что символизирует число дней в течение которых продолжались Бомбардировки НАТО альянсом. Пламя «Вечного огня» горело до 5 октября 2000 года. Тогда были отозвана полицейские, охраняющие памятник, и неизвестные хулиганы вторглись в сооружение, откуда поступал газ, повредили установку, потушив таким образом «Вечный огонь». Другие взломали входную дверь и вошли в обелиск. Потом в эту же ночь группа молодых людей сняла и унесла дорогостоящие прожектора. Немного спустя памятник расписали граффити, которые полностью покрыли надписи, нарушив внешний вид памятника. Впоследствии были сняли буквы с надписи «Вечный огонь», в котором указывалось, кому памятник посвящается. Памятник был заброшенным вплоть до 2009 года, когда, благодаря инициативе Клуба генералов и адмиралов Сербии, были перекрашены, подход к «Вечному огню» очищен, однако пламя вновь не загорелось.

## Знаменитости в парке
В этом парке многие государственные деятели и знаменитости посадили деревья в знак дружбы, среди них были Франсуа Миттеран, Йосип Броз Тито, Джавахарлал Неру, Гамаль Абдель Насер, королева Елизавета II, Фидель Кастро, Муаммар аль-Каддафи, царь Хайле Селассие, Леонид Брежнев, Михаил Горбачёв, Ричард Никсон, Джимми Картер, Тодор Живков, Николае Чаушеску, Ким Ир Сен, Индира Ганди и др. Последним лидером, посадившим дерево в период существования Социалистической Федеративной Республики Югославии был румынский президент Ион Илиеску, который в 1991 году посадил 194-е дерево в парке. И после распада Югославии, традиция посадки деревьев в парке сохранилась — члены американской музыкальной группы The Rolling Stones посадили деревья в 2007 году накануне их концерта в Белграде.

## Галерея
- Памятник «Вечная огонь»
- Мемориальная стела в память начала строительства Нового Белграда
- Здание «Сербия»